# 石川真主
石川 真主（いしかわ の まぬし、生没年不詳）は、平安時代初期の官人。官位は正六位上・内竪。

## 経歴
仁明朝において東大寺俗別当兼内竪を務め、承和5年（838年）8月に東大寺の毘沙門天王像修理の記文に署名している記録がある。同年9月に東大寺地調査の寺使として諸国に派遣されることとなり、承和7年（840年）に阿波国名方郡新島荘、承和9年（842年）には因幡国高草郡高庭荘の寺田調査の結果を報告している（この時の位階は正六位上）。